# Слоново (Костромская область)
Слоново — упразднённая деревня в Антроповском районе Костромской области России.

## География
Урочище находится в центральной части Костромской области, в подзоне южной тайги, на левом берегу ручья Колега (левый приток реки Шачи), к западу от автодороги 34Н-31, на расстоянии приблизительно 24 километров (по прямой) к юго-западу от посёлка Антропово, административного центра района. Абсолютная высота — 176 метров над уровнем моря.

### Климат
Климат характеризуется как умеренно континентальный, с продолжительной холодной многоснежной зимой и коротким сравнительно тёплым летом. Среднегодовая температура воздуха — 2,5 °C. Средняя температура воздуха самого холодного месяца (января) — −12,6 °C (абсолютный минимум — −38 °C); самого тёплого месяца (июля) — 18,2 °C (абсолютный максимум — 36 °С). Годовое количество атмосферных осадков — 500—550 мм, из которых большая часть выпадает в тёплый период.

## История
В «Списке населенных мест Костромской губернии по сведениям 1870-72 годов» населённый пункт упомянут как деревня Галичского уезда, расположенная при пруде, в 35 верстах от уездного города. В Слонове числилось 5 дворов и проживало 42 человека (18 мужчин и 24 женщины).
В 1907 году в деревне, относящейся к Пречистенской волости, имелось 9 дворов и проживало 49 человек.
Упразднена не позднее 1981 года.